# Rio Clit
O Rio Clit é um rio da Romênia, afluente do Saca, localizado no distrito de Suceava.